# Rudolph Friedrich von Wichmannshausen
Rudolph Friedrich von Wichmannshausen (* 9. Oktober 1711 in Dresden; † 30. März 1792 in Delitzsch) war ein deutscher Theologe und Philosoph.

## Leben
Der 1711 in Dresden geborene Rudolph Friedrich von Wichmannshausen war der jüngere Bruder von Johann Georg von Wichmannshausen. Er studierte von 1729 bis 1733 in Wittenberg. Im Jahre 1733 trat er in das von Moritz Carl Christian Woog (1684–1760) begründete Sophianische Predigercollegium in Dresden ein. Sein Studium beendete er mit den Titeln Magister in Philosophie und Doktor der Theologie. In den Jahren 1738 bis 1739 war von Wichmannshausen in Ortrand als Oberpfarrer tätig. Anschließend wirkte er bis zum Jahre 1753 in Liebenwerda als Superintendent. Weitere Wirkungsstätten waren Freyburg (1753–60) und Delitzsch (1761–92), wo er auch starb.

## Werk (Auswahl)
- Dissertatio philologica de Migdal 'ôz sive turri fortissima, proverb. XIIX,10, F. Woken (Präses), R. F. W. (Respondent), 1730;
- De theologo attento, ad I. Timoth. IV, 13, breviter commentatur, 1739;
- De theologo reformatore perpetuo: Oratio synodalis in conventu pastorali die magni theologi reformatoris b. M. Lutheri onomastica [...], 1742;
- Das Ehrenvolle Denck- und Thränen-Mahl, Bey der Beerdigung Des Hochwohlgebohrnen Herrn, Herrn Johann George von Wichmannshausen [...], durch eine [...] am 12. Sept. 1750 gehaltene Trauer-Rede [...], 1750;
- Abhandlung von dem Tode der Gläubigen als der glücklichen Veränderung üb. Apo. XIV. v. 13., nebst 2 bey der Beerdigung seiner Eltern gehaltenen Stand-Reden, 1752;
- Commentatio theologica pastoralis de theologo vigile ab 2. Tim., IV, 5. su de nefe en pasi, sub auspicio suscepti muneris ephori Fribergensis [...], 1753;
- Pacis ante ducentos abhinc annos d. XXV. septembr. MDLV. religioni datae memoriam secularem [...] pie recolandam [...] epistola encyclia pastorali commendat [...], 1755;
- Betrachtungen über die außerordentlichen Erdbeben zu gegenwärtigen Zeiten, 1756;
- Epistola pastoralis encyclica de firmitate animi in rebus adversis per plerophorian fidei declaranda [...], 1757;
- Die Ruhe der Seelen in der Hand Gottes nach seinem seeligen Tode [...] (Trauerschrift auf Johann Erhard Möckel), Pastor zu Lausa, 1759;
- Dass die Hoffnung besserer Zeiten am sichersten im seeligen Sterben erfüllt wurde, bey dem seelgen Absterben weyland [...] M. J. S. Heinsius [...] Superintendenten zu Forste [...], 1766.